# Jack McVea
Jack McVea (1915-2000) est un instrumentiste et chef d’orchestre de Jazz et de rhythm and blues américain, né à Los Angeles.

## Carrière
Au début des années 1940, Jack McVea rejoint l'orchestre de Lionel Hampton dans lequel il joue du saxophone baryton. À partir de 1944, il dirige son propre groupe et s'oriente vers le rhythm and blues. Il connait le succès avec le titre Open the Door Richard. Le groupe continue jusqu'au milieu de la décennie suivante.

## Discographie
- Open the Door Richard, 1946 (Black and White Records)
- Tryin' to Tell Ya, 1954 (Combo Records)